# Байтеряков, Николай Семёнович
Байтеряков, Николай Семёнович (9 августа 1923 — 1 апреля 1997) — удмуртский поэт и переводчик. Лауреат государственной премии Удмуртской АССР (1985). Народный поэт Удмуртии (1986). Член Союза писателей СССР (1958).

## Биография
Николай Байтеряков родился в 1923 году в селе Варзи-Ятчи (ныне Алнашский район Удмуртии) в крестьянской семье. В 1938—1940 годах учился в Можгинском педагогическом училище, посещал литературный кружок поэта Филиппа Александрова, но из-за болезни был вынужден вернуться домой.
В 1942—1944 годах участвовал в Великой Отечественной войне в составе танковой бригады радистом-пулеметчиком. Награжден орденами Красной Звезды и Отечественной войны II степени, медалью «За отвагу». В конце войны поступил в военно-политическое училище.
С 1947 года работал заведующим сельским клубом. В 1949—1951 годах учился в Ижевской областной партийной школе, после этого был инструктором и секретарем Алнашского и Малопургинского райкомов КПСС, сотрудником можгинской газеты «Ленинское знамя».
В 1959—1961 годах — на Высших литературных курсах в Москве, занимался в семинаре Сергея Наровчатова. С 1974 года на профессиональной литературной работе.
Публиковал произведения с 1938 года — его стихи и рассказы вышли в газете «Дась лу!» и сборниках «Счастливое детство» («Шудо пинал дыр»; 1939) и «Рост» («Будон»; 1940).
Начиная с 1953 года вышли его сборники стихов «Стихотворения» («Кылбуръёс»), «Сельские строки» («Гуртысь чуръёс»), «Течёт как река» («Шур ву сямен»), «Дарю сердце» («Сюлэмме кузьмасько»), «Река начинается с родника» («Шур кутске ошмесысен»), «С любовью к жизни» («Улонэз гажаса»). Также его перу принадлежат поэмы «Потерянная песня» («Ыштэм кырӟан»), «Когда уходят солдаты» («Солдатъёс ке кошко»), «Эштэрек», «Зарница» («Зардон кизили») и сборник детских сказок и рассказов «Жемчуг» («Марӟан…»).
Николай Байтеряков перевёл на удмуртский язык произведения А. де Сент-Экзюпери, С. Есенина, Р. Гамзатова, Леси Украинки, К. Кулиева, Ниула Эркая, С. Стальского и др.
На русский язык стихи Н. Байтерякова переводили В. Семакин, О. Поскрёбышев, Л. Хаустова, Г. Пагирев, В. Емельянов, Г. Иванцов, Г. Фролов, А. Фоминых и др.

## Память
В апреле 1999 года, в целях увековечивания памяти народного поэта Удмуртии Н. С. Байтерякова, центральной Можгинской библиотеке было присвоено его имя. В тот же год в библиотеке был организован музей поэта.
К 80-летию со дня рождения Николая Байтерякова в 2003 году издан двуязычный сборник его стихотворных произведений «Жин азвесь крезьгурен = Серебряная мелодия».